# Архивы Украины
Ниже приведён список архивных учреждений Украины

## Системные архивные учреждения
| Название                                                                       | Оригинальное название                                                                 |
| ------------------------------------------------------------------------------ | ------------------------------------------------------------------------------------- |
| Государственный комитет архивов Украины (Госкомархив Украины)                  | Державний комітет архівів України (Держкомархів України)                              |
| Украинский научно-исследовательский институт архивного дела и документоведения | Український науково-дослідний інститут архівної справи та документознавства (УНДІАСД) |
| Научно-справочная библиотека Центральных государственных архивов Украины       | Науково-довідкова бібліотека Центральних державних архівів України (НДБ ЦДА України)  |
| Государственный центр сохранности документов Национального архивного фонда     | Державний центр збереження документів Національного архівного фонду (ДЦЗД НАФ)        |

## Центральные государственные архивные учреждения
| Название | Оригинальное название                                                                                          |
| --- | --- |
| Центральный государственный архив высших органов власти и управления Украины                                    | Центральний державний архів вищих органів влади і управління України (ЦДАВОУ)                                  |
| Центральный государственный архив общественных объединений Украины                                              | Центральний державний архів громадських об'єднань України (ЦДАГОУ)                                             |
| Центральный государственный исторический архив Украины, Киев                                                    | Центральний державний історичний архів України, Київ (ЦДІАКУ)                                                  |
| Центральный государственный исторический архив Украины, Львов                                                   | Центральний державний історичний архів України, Львів (ЦДІАЛУ)                                                 |
| Центральный государственный кинофотофоноархив Украины им. Г.С. Пшеничного                                       | Центральний державний кінофотофоноархів України ім.Г.С.Пшеничного (ЦДКФФАУ ім.Г.С.Пшеничного)                  |
| Центральный государственный научно-технический архив Украины                                                    | Центральний державний науково-технічний архів України (ЦДНТАУ)                                                 |
| Центральный государственный архив-музей литературы и искусств Украины                                           | Центральний державний архів-музей літератури і мистецтв України (ЦДАМЛМУ)                                      |
| Центральный государственный электронный архив Украины                                                           | Центральний державний електронний архів України (ЦДЕАУ)                                                        |
| Центральный государственный архив зарубежной украинистики Архивная копия от 28 сентября 2020 на Wayback Machine | Центральний державний архів зарубіжної україніки (ЦДАЗУ) Архивная копия от 28 сентября 2020 на Wayback Machine |

## Региональные государственные архивные учреждения
| Название                                           | Оригинальное название                        |
| -------------------------------------------------- | -------------------------------------------- |
| Государственный архив в Автономной Республике Крым | Державний архів в Автономній Республіці Крим |
| Государственный архив Винницкой области            | Державний архів Вінницької області           |
| Государственный архив Волынской области            | Державний архів Волинської області           |
| Государственный архив Днепропетровской области     | Державний архів Дніпропетровської області    |
| Государственный архив Донецкой области             | Державний архів Донецької області            |
| Государственный архив Житомирской области          | Державний архів Житомирської області         |
| Государственный архив Закарпатской области         | Державний архів Закарпатської області        |
| Государственный архив Запорожской области          | Державний архів Запорізької області          |
| Государственный архив Ивано-Франковской области    | Державний архів Івано-Франківської області   |
| Государственный архив Киевской области             | Державний архів Київської області            |
| Государственный архив Кировоградской области       | Державний архів Кіровоградської області      |
| Государственный архив Луганской области            | Державний архів Луганської області           |
| Государственный архив Львовской области            | Державний архів Львівської області           |
| Государственный архив Николаевской области         | Державний архів Миколаївської області        |
| Государственный архив Одесской области             | Державний архів Одеської області             |
| Государственный архив Полтавской области           | Державний архів Полтавської області          |
| Государственный архив Ровенской области            | Державний архів Рівненської області          |
| Государственный архив Сумской области              | Державний архів Сумської області             |
| Государственный архив Тернопольской области        | Державний архів Тернопільської області       |
| Государственный архив Харьковской области          | Державний архів Харківської області          |
| Государственный архив Херсонской области           | Державний архів Херсонської області          |
| Государственный архив Хмельницкой области          | Державний архів Хмельницької області         |
| Государственный архив Черкасской области           | Державний архів Черкаської області           |
| Государственный архив Черновицкой области          | Державний архів Чернівецької області         |
| Государственный архив Черниговской области         | Державний архів Чернігівської області        |
| Государственный архив города Киева                 | Державний архів міста Києва                  |
| Государственный архив города Севастополя           | Державний архів міста Севастополя            |

## Отраслевые государственные архивные учреждения
| Название                                                                                                | Оригинальное название                                                                          |
| --- | ---------------------------------------------------------------------------------------------- |
| Отраслевой государственный архив Министерства обороны Украины                                           | Галузевий державний архів Міністерства оборони України                                         |
| Отраслевой государственный архив Министерства внутренних дел Украины                                    | Галузевий державний архів Міністерства внутрішніх справ України                                |
| Отраслевой государственный архив Службы безопасности Украины                                            | Галузевий державний архів Служби безпеки України                                               |
| Государственный картографо-геодезический фонд Украины                                                   | Державний картографо-геодезичний фонд України                                                  |
| Отраслевой государственный архив Гидрометслужбы Министерства охраны окружающей среды Украины            | Галузевий державний архів Гідрометслужби Міністерства охорони навколишнього середовища України |
| Отраслевой государственный архив финансовых посредников Фонда государственного имущества Украины        | Галузевий державний архів фінансових посередників Фонду державного майна України               |
| Отраслевой государственный архив Государственного департамента Украины по вопросам исполнения наказаний | Галузевий державний архів Державного департаменту України з питань виконання покарань          |
| Государственный информационный геологический фонд Украины                                               | Державний інформаційний геологічний фонд України                                               |
| Отраслевой государственный архив Управления государственной охраны Украины                              | Галузевий державний архів Управління державної охорони України                                 |
| Отраслевой государственный архив Министерства иностранных дел Украины                                   | Галузевий державний архів Міністерства закордонних справ України                               |